# Pohulanka (Pruszków)
Pohulanka – nieoficjalna część miasta Pruszków, położona na północ od centrum miasta, w pobliżu Żbikowa, w rejonie ulicy Długiej. Do 1916 odrębna wieś.

## Historia
W latach 1867–1916 należała do gminy Pruszków w powiecie warszawskim, w guberni warszawskiej. 10 grudnia 1916 osadzie fabrycznej Pruszków nadano prawa miejskie, w związku z czym włączono do niej Pohulankę.